# Julija Krol
Julija Anatolijiwna Krol (ukrainisch Юлія Анатоліївна Кроль; * 22. Oktober 1998 in Sumy) ist eine ehemalige ukrainische Skilangläuferin.

## Werdegang
Krol startete international erstmals bei den Olympischen Jugend-Winterspielen 2016 in Lillehammer. Dort belegte sie den 28. Platz im Cross, den 27. Rang über 5 km Freistil und den 15. Platz im Sprint. Bei den folgenden Junioren-Skiweltmeisterschaften in Râșnov lief sie auf den 66. Platz über 10 km Freistil, auf den 60. Rang im Sprint sowie auf den 57. Platz über 5 km klassisch. Zu Beginn der Saison 2016/17 startete sie in Syanki erstmals im Eastern Europe Cup und errang dabei den fünften Platz über 5 km klassisch. Im weiteren Saisonverlauf gab sie in Otepää ihr Debüt im Weltcup, welches sie auf dem 65. Platz im Sprint beendete und belegte bei den Junioren-Skiweltmeisterschaften 2017 in Soldier Hollow den 51. Platz über 5 km Freistil, den 40. Rang im Skiathlon sowie den 35. Platz im Sprint. Ihre besten Platzierungen beim Saisonhöhepunkt, den nordischen Skiweltmeisterschaften 2017 in Lahti, waren der 63. Platz über 10 km klassisch und der 15. Rang im Teamsprint. Im folgenden Jahr errang sie bei den Junioren-Skiweltmeisterschaften in Goms im Skiathlon und Sprint jeweils den 49. Platz und über 5 km klassisch den 30. Platz.
In der Saison 2018/19 kam Krol bei den U23-Weltmeisterschaften 2019 in Lahti auf den 55. Platz über 10 km Freistil, auf den 52. Rang im 15-km-Massenstartrennen sowie auf den 34. Platz im Sprint und bei den Nordischen Skiweltmeisterschaften 2019 in Seefeld in Tirol auf den 68. Platz im Sprint, auf den 65. Rang über 10 km klassisch sowie jeweils auf den 17. Platz im Teamsprint und mit der Staffel. Im Sommer 2019 wurde sie bei den Rollerski-Weltmeisterschaften in Madona Fünfte im Teamsprint. Bei den U23-Weltmeisterschaften 2020 in Oberwiesenthal errang sie den 48. Platz im 15-km-Massenstartrennen sowie jeweils den 38. Platz über 10 km klassisch und im Sprint. Nach Platz 65 beim Ruka Triple zu Beginn der Saison 2020/21 nahm sie bei den nordischen Skiweltmeisterschaften 2021 in Oberstdorf an fünf Rennen teil. Ihre besten Ergebnisse dabei waren der 47. Platz im 30-km-Massenstartrennen und der 13. Rang mit der Staffel. Zudem erreichte sie in Dresden mit dem 43. Platz im Sprint ihre beste Platzierung im Weltcupeinzel. Im Sommer 2021 gewann sie bei den Rollerski-Weltmeisterschaften 2021 im Val di Fiemme zusammen mit Maryna Anzybor die Bronzemedaille im Teamsprint. Zudem kam sie dort auf den 19. Platz im 13-km-Massenstartrennen, auf den neunten Rang über 10 km Freistil sowie auf den siebten Platz im Sprint. Letztmals international startete sie bei den Olympischen Winterspielen 2022 in Peking. Dabei belegte sie den 62. Platz im Skiathlon und zusammen mit Maryna Anzybor den 18. Rang im Teamsprint.

## Teilnahmen an Weltmeisterschaften und Olympischen Winterspielen

### Olympische Spiele
- 2022 Peking: 18. Platz Teamsprint klassisch, 62. Platz 15 km Skiathlon

### Nordische Skiweltmeisterschaften
- 2017 Lahti: 15. Platz Teamsprint klassisch, 16. Platz Staffel, 63. Platz 10 km klassisch, 70. Platz Sprint Freistil
- 2019 Seefeld in Tirol: 17. Platz Teamsprint klassisch, 17. Platz Staffel, 65. Platz 10 km klassisch, 68. Platz Sprint Freistil
- 2021 Oberstdorf: 13. Platz Staffel, 47. Platz 30 km klassisch Massenstart, 51. Platz 15 km Skiathlon, 60. Platz Sprint klassisch, 71. Platz 10 km Freistil

### Rollerski-Weltmeisterschaften
- 2019 Madona: 5. Platz Teamsprint Freistil
- 2021 Val di Fiemme: 3. Platz Teamsprint Freistil, 7. Platz Sprint Freistil, 9. Platz 10 km Freistil, 19. Platz 13 km klassisch Massenstart